# 東京矯正歯科学会
東京矯正歯科学会（とうきょうきょうせいしかがっかい、 Tokyo Orthodontic Society:TOS）とは、関東における歯科矯正学を中心とした学問を取り扱う専門学術団体の一つである。日本矯正歯科学会の関東地区協力学会。

## 概要
1932年に日本矯正歯科学会（当時）の支部として設立。1948年独立。会員数約1700名。2025年現在会長は西井康。

## 本部事務局
- 東京都豊島区駒込1-43-9 駒込TSビル 財団法人口腔保健協会内

## 学会誌
- 『東京矯正歯科学会雑誌』(The journal of Tokyo Orthodontic Society) 年2回発刊 ISSN 0917-1266